# Chiesa-oratorio di Santo Stefano al Colle
La chiesa-oratorio di Santo Stefano al Colle è un edificio religioso tardomedievale sorto su un insediamento romano a Pedrinate, nel comune di Chiasso.

## Storia
Pur essendo citato solo a partire dal 1545, l'oratorio fu costruito quasi con certezza prima del 1000, nel luogo dove in epoca romana si sarebbe trovato un tempio pagano. A tale epoca risale infatti un'ara rinvenuta in loco nel 1848. Il primitivo tempio sarebbe stato dedicato a Mercurio o a Giove.
Nel corso dei secoli, l'oratorio subì pesanti rimaneggiamenti: l'abside è romanica, mentre il portico è del XVIII secolo, periodo al quale risale anche il campanile. Nel XX secolo fu restaurata due volte: la prima nel 1956, la seconda - durante la quale furono anche condotte ricerche archeologiche nel sito - fra il 1986 e il 1988. Negli interni spiccano un affresco quattrocentesco, decorazioni cinquecentesche e un sottotetto in cotto dello stesso periodo nella navata.

## Descrizione

### Esterni
La pianta dell'edificio è rettangolare. La facciata è a capanna.

### Interni
La navata, coperta a capriate e dotata di sottotetto, ospita due affreschi quattrocenteschi (Madonna in trono e Santa Marta con la Confraternita della Buona Morte) e tre dipinti su tela ovali che raffigurano Cristo deposto (XVII secolo), San Giovanni Battista (primo Settecento), San Domenico di Guzmán e Immacolata Concezione (entrambi databili intorno al 1740).
L'altare ottocentesco, in marmo, ospita una pala d'altare tardosecentesca che rappresenta La Madonna del Rosario con i santi Domenico di Guzmán, Rosa da Lima e la corona dei Misteri, ai cui fianchi si trovano due figure di santi affrescate, San Lorenzo e Santo Stefano (anch'esse della fine del XVII secolo). Nel coro, che lo ospita, una balaustra lapidea cinquecentesca.
Da segnalare infine quattro opere custodite dalla sagrestia: un lavabo marmoreo in stile tardo barocco (secondo alcuni, tardomedievale), le statue di San Lorenzo e Santo Stefano - sculture entrambe realizzate nel 1875 da Pietro Bernasconi - e un ex voto del 1771, commissionato da un cacciatore forse a Francesco Antonio Silva.